# اتول مک
اتول مک (انگلیسی: Athol Meech; ۲۸ مارس ۱۹۰۷ – ۲ اوت ۱۹۸۱) قایقران روئینگ اهل کانادا بود.